# Bertha (Kent)
Bertha (auch Berta oder Bercta; * um 561/562; † zwischen 601 und 616/618) war die Tochter des merowingischen Frankenkönigs Charibert I. und der Ingoberga. Bertha gilt als Heilige.

## Leben

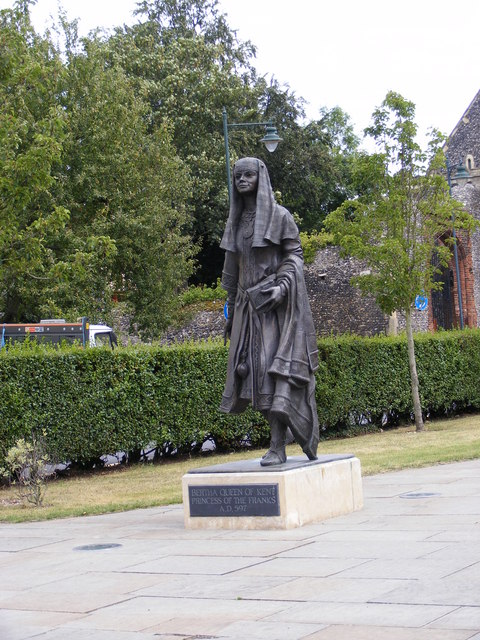
Modernes Standbild Berthas in Lady Wootton’s Gardens (Canterbury)

Um 580 heiratete die christliche Bertha den heidnischen Æthelberht I. von Kent. Gregor von Tours nannte Æthelberht in diesem Zusammenhang filius regis („Sohn des Königs“), woraus Historiker schließen, dass sein Vater Eormenric zu dieser Zeit noch lebte und Æthelberht noch nicht König war. Während einige ein frühes Datum um 560 für Eormenrics Tod annehmen, gehen andere eher von der Zeit um 585/590 aus. Entsprechend unklar ist, ob der Heide Eormenric Gelegenheit hatte, auf die Brautwahl seines Sohnes Einfluss zu nehmen. Æthelberht blieb zunächst Heide, war aber in religiöser Hinsicht tolerant und hinderte Bertha nicht an der Ausübung ihres Glaubens. Aus dieser Ehe ging der Sohn Eadbald und vermutlich auch die Tochter Æthelburg hervor. Der christlichen Legende nach soll auch Eadburh, Äbtissin von Liming, ihre Tochter gewesen sein.
Sie brachte Bischof Liudhard als ihren Kaplan mit nach England und ließ in Canterbury eine Kirche wieder aufbauen, die aus der Zeit der römischen Besetzung datierte. Diese widmete sie dem heiligen Martin von Tours, einem der Hauptpatrone der fränkischen Königsfamilie; die heutige St Martin’s Church in Canterbury steht noch an der gleichen Stelle.
Augustinus landete 597 auf der Isle of Thanet. Der Einfluss von Bertha mag Æthelberht veranlasst haben, die Missionare, die Papst Gregor I. aus Rom sandte, willkommen zu heißen. Papst Gregor I. tadelte Bertha im Jahr 601 in einem Brief, sie würde die Bekehrung ihres Gatten vernachlässigen, was nahelegt, dass dessen Taufe nicht vor 601 geschehen sein kann. Im selben Brief (Gregor I., Ep XI,35) wurde sie jedoch für ihre Unterstützung von Augustinus’ Mission auch gelobt.
Bertha starb zwischen 601 und 616/618 und wurde in der Martinskapelle, dem Mausoleum der Abteikirche „Peter und Paul“ von Canterbury, beigesetzt. Æthelberht wurde nach seinem Tod 616/618 an ihrer Seite beigesetzt.

## Verehrung
Bertha wurde bald nach ihrem Tod als Heilige verehrt, wenngleich es keine Belege für einen Kult um sie gibt. Ihr Festtag ist der 4. Juli.